# Barberaz
Barberaz é uma comuna francesa na região administrativa de Auvérnia-Ródano-Alpes, no departamento da Saboia. Estende-se por uma área de 3.79 km². Em 2010 a comuna tinha 4 990 habitantes (densidade: 1,1 hab./km²).